# ZZZ3
ZZZ3‏ (Zinc finger ZZ-type containing 3) هوَ بروتين يُشَفر بواسطة جين ZZZ3 في الإنسان.